# Centro de Treinos e Formação Desportiva PortoGaia
O Centro de Treinos e Formação Desportiva Olival/Crestuma é um complexo desportivo que foi construído pela Câmara Municipal de Gaia e que foi cedido, através de um contrato programa ao Futebol Clube do Porto por um período de 50 anos.
O FC Porto costuma referir-se a este equipamento por CTFD Porto-Gaia, apesar de a sua designação oficial ser CTFD Olival-Crestuma.
A gestão é feita pela Fundação Porto-Gaia, uma Fundação financiada pela Câmara Municipal de Gaia

## História
O FC Porto alimentava a ideia de construir um centro de treinos e formação desportiva desde meados dos anos noventa. Várias autarquias do Grande Porto e arredores dispuseram-se a acolhê-lo, mas a escolha de VN Gaia deveu-se a diversos fatores, entre os quais o financiamento total por parte da autarquia, o enquadramento geográfico (num espaço verde junto ao Douro), a proximidade em relação ao estádio e os acessos.
Para a construção do CTFD a Câmara Municipal de Gaia foi a única responsável pelo financiamento da obra. Iniciada em 2000, a construção terminou em 2002, tendo a inauguração tido lugar no dia 5 de Agosto.

## O complexo
O Centro de Treinos e Formação Desportiva Porto-Gaia inclui 6 zonas de espaços de treino, dispostos da seguinte forma:
- Um campo de relva natural com bancada para 3 800 pessoas, que cumpre todos os requisitos exigidos pela FIFA, incluindo iluminação noturna;
- Um campo de relva sintética, mas de última geração aprovada pela FIFA o que permite todo o tipo de jogos de futebol, incluindo iluminação noturna;
- Um mini campo de relva sintética para trabalho intensivo e treino de guarda redes com as medidas de 40 metros de comprimento por 30 metros de largura;
- 3 campos com as medidas regulamentares para a prática do futebol, em relva natural.

Existem ainda 3 edifícios de apoio administrativo, que contemplam infraestruturas de apoio à prática desportiva:
- Edifício portaria, que contempla instalações para conferências de imprensa, um auditório e uma sala de trabalho;
- Edifício de apoio ao futebol juvenil, que contém 3 balneários para equipas, 1 balneário para árbitros, 1 balneário para treinadores, departamento médico e sala de hidroterapia;
- Edifício de apoio ao futebol sénior, sendo constituído por 2 balneários para equipas, 2 balneários para treinadores, 2 salas de apoio médico, 1 sala de hidroterapia e massagens e um ginásio.

Está ainda prevista a construção de um edifício residencial de cinco pisos que incluirá uma piscina, um auditório, zonas de lazer e gabinetes.